# Weltneria hessleri
Weltneria hessleri is een rankpootkreeftensoort uit de familie van de Lithoglyptidae. De wetenschappelijke naam van de soort is voor het eerst geldig gepubliceerd in 1971 door Newman.